# Birk
Un birk (biærk, berck, byrck) era, durante il Medioevo Scandinavo, un'area delimitata con proprie leggi e privilegi, noti come Leggi sui birk o Leggi di Bjarkey. Queste aree erano circoscritte soprattutto all'interno di città o luoghi di commercio. Esempi di birk erano Nidaros e Kaupang in Norvegia, Köping e Birka in Svezia, Hedeby, Ribe e Uppåkra in Danimarca.
I birk erano sottoposti a giurisdizioni differenti dalle centene e potevano essere di autorità regia, ecclesiastica o aristocratica. Possedevano una propria corte e assemblee indipendenti. Con l'avvento del Protestantesimo, tutti i birk ecclesiastici divennero regi.

## Svezia
In Svezia la più antica legge sul birk (Svedese moderno: Bjärköarätten; Svedese antico: bjærkøa rætter) risale al periodo compreso tra XIII-XIV secolo e fu influenzava dalla revisione e dalla compilazione per iscritto della Upplandslagen. Il manoscritto più antico data al 1345 circa. Questa legge venne creata per la nuova città di Stoccolma, nata da pochi decenni, e per coloro che vi abitavano, ma anche per Lödöse e altre città di antica data, poiché centri mercantili di una certa importanza e di fondazione quanto meno regia esistevano già dall'Alto Medioevo/Età Vichinga, come appunto Birka o Tuna (successivamente Sigtuna). È stato infatti proposto da Johan Hadorph che lo stesso re Björn Hauge, attorno al 832, diede una legge simile e privilegi proprio alla città di Birka.
Il titolo di birk iniziò a cadere in disuso dalla prima metà del XIV secolo, per poi venire definitivamente sostituito dalla nuova legge promulgata da Magnus Eriksson (1316-1377) per le città. Questa nuova legge, che garantiva lo status di città in base a un editto reale, rimase in uso fino al 1971. Tuttavia, il termine Bjärköarätten continuò a essere usato ancora a lungo.

## Norvegia
Le leggi sui birk norvegesi (Norvegese antico: biarkeyiarréttr; Norvegese moderno: bjarkøyretten) riguardavano non soltanto le città che possedevano il diritto di mercato ma anche luoghi di commercio, come villaggi di pescatori o mercati al di fuori dei centri urbani. Oggi rimangono solo due frammenti di biarkeyiarréttr , di cui il più tardo riguarda la città di Nidaros ed è compresa nella nuova legge sulla città (bylov) di Magnus VI (1238-1280).
L'ultima biarkeyiarréttr fu creata per la città di Bergen, mentre revisioni a leggi di altre città furono fatte solo quando strettamente necessario. Tutte possedevano punti in comune, ma è chiaro che ciascuna legge conteneva elementi specifici per ciascuna città. A Bergen l'ultima legge venne approvata dal ting nel 1276 ed era suddivisa in nove capitoli, di cui l'ultimo, il Farmannalög, somigliava molto all'odierno diritto del mare.